# Зоркий-6
Зо́ркий-6 — малоформатный дальномерный фотоаппарат, выпускавшийся Красногорским механическим заводом с 1959 по 1966 год.

## Историческая справка
Новая технология, внедрённая на КМЗ к концу 1950-х годов, предусматривала изготовление неразборных корпусов фотоаппаратов из алюминиевого сплава методом литья под давлением. Это снижало трудоёмкость сборки и ремонта, повышая технологичность и высокоточное постоянство рабочего отрезка..
Устройство и механизмы «Зоркого-6» почти полностью заимствованы от предыдущей модели «Зоркий-5», включая верхний щиток с видоискателем и дальномером, что обусловило почти полное внешнее сходство. Коренное отличие состоит в откидной задней стенке, заменившей нижнюю зарядку через узкий донный люк. Кроме того добавлен автоспуск, усовершенствован механизм взвода затвора и перемотки плёнки. «Зорких-6» всего было выпущено 385 207 шт. Разные выпуски отличались различным написанием логотипа и другими внешними деталями. Вышедший через год зеркальный «Кристалл» создавался на базе Зоркого-6 и был унифицирован с ним по большинству деталей.
«Зоркий-6» стал первым фотоаппаратом КМЗ с задней стенкой, откидывающейся на шарнире, и несовместимой с многоразовыми шторными кассетами «ФКЦ» со световым лабиринтом. Поэтому для новой камеры была разработана специальная двухцилиндровая кассета с подпружиненным флокированным устьем. При закрывании задней стенки её специальный штифт нажимал на край оправы внутреннего цилиндра такой кассеты и приоткрывал устье, сводя к минимуму повреждения плёнки. Полноценную работу с такими кассетами поддерживали фотоаппараты «Кристалл», «Зенит-3М» и семейство «Зенит-4», но в дальнейшем от штифта на задней стенке отказались. С другими малоформатными фотоаппаратами устье кассеты работает как обычная бархотка, не раскрываясь. В то же время, «Зоркий-6» можно заряжать стандартными кассетами тип-135.

## Технические характеристики
- Тип применяемого фотоматериала — перфорированная фотокиноплёнка шириной 35 мм (фотоплёнка типа 135) в стандартных кассетах. Возможно применение двухцилиндровых кассет производства КМЗ.
- Размер кадра — 24×36 мм.
- Корпус — литой из алюминиевого сплава, с открывающейся на петлях задней стенкой.
- Курковый взвод затвора и перемотка плёнки.
- Фотографический затвор шторный, с горизонтальным движением матерчатых шторок.
- Штатный объектив — «Индустар-50» 3,5/50 или «Юпитер-8» 2/50 (как правило, экспортная комплектация). На аппаратах ранних выпусков устанавливался тубусный «Индустар-50» 3,5/50. Крепление — резьбовое соединение M39×1/28,8.
- Дальномер с базой 65 мм.
- Видоискатель с диоптрийной коррекцией, совмещён с дальномером, увеличение окуляра 0,6×.
- Диапазон выдержек от 1/500 сек до 1/30 сек и «В».
- Обойма для крепления сменного видоискателя и фотовспышки. Два синхроконтакта «Х» и «М» (для электронной и химической фотовспышки).
- Автоспуск.
- Резьба штативного гнезда — 3/8" дюйма.

## «Зоркий-5»
С 1958 по 1959 год на КМЗ выпускался дальномерный фотоаппарат «Зоркий-5», внешне очень похожий на «Зоркий-6» и обладающий сходными техническими характеристиками за исключением отсутствующего автоспуска.
Но «Зоркий-5» был сконструирован с разборным корпусом на основе технологий фотоаппаратов «Leica II» — «ФЭД» — «Зоркий» — «Зенит-3». При ремонте фотоаппаратов старых конструкций полностью разбирался корпус, после чего требовалась юстировка рабочего отрезка. На «Зорком-5» применялась нижняя зарядка плёнки: вместо откидной задней стенки доступ к фильмовому каналу открывала съёмная нижняя крышка.
Количество выпущенных «Зорких-5» — 236 502 шт.